# Корватунтури
Корватунтури (от фин.  лат. Korvatunturi → korva = ухо, tunturi = тундра/фьельды/безлесная гора; колтта-саам.  Pelljatuõddâr, Пельльятуыддар), иногда также Корватундра — трёхглавая фьельды, высотой 486 метров. Расположена на российско-финляндской границе, в 190 км к юго-западу от Мурманска. Западная часть сопки находится в провинции Лапландия на территории общины Савукоски, восточная расположена на территории Верхнетуломского посёлка городского типа Кольского района Мурманской области.
Вершина Малая Корватундра высотой 376 метров расположена в России, примерно в трех километрах к востоку-северо-востоку от Корватунтури.

## Государственная граница
Государственная граница проходит по средней из трёх вершин этой сопки и подтверждена пограничным знаком № 859. С 1920 года до Московского перемирия 1944 года граница между Россией/Советским Союзом и Финляндией проходила таким образом, что её линия шла от Корватунтури на северо-восток, а область Петсамо была финской.
Участок границы в районе Корватунтури относится к ведению Ковдорской военной комендатуры. Лица, получившие пропуск в погранзону, добираются до сопки именно через Ковдор. В связи с этим, зачастую возникает путаница, когда сопку относят к Ковдорскому району.

## Фольклор
Как утверждает фольклор, именно на Корватунтури живёт финский Дед Мороз — Йоулупукки, неподалёку от сопки построена его деревня. Название сопки переводится как «Сопка-ухо», поскольку очертаниями напоминает заячьи уши.

## Почтовый индекс
Данная гора имеет собственный почтовый индекс Финской почтовой службы.